# Diplazium atirrense
Diplazium atirrense là một loài thực vật có mạch trong họ Woodsiaceae. Loài này được (Donn. Sm.) Lellinger miêu tả khoa học đầu tiên năm 1977.